# Hans Henriksen
Pour les articles homonymes, voir Henriksen.
Hans Herman Henriksen est un footballeur norvégien né le 3 janvier 1958.

## Sélections
| Matchs en sélection de Hans Henriksen | Matchs en sélection de Hans Henriksen | Matchs en sélection de Hans Henriksen | Matchs en sélection de Hans Henriksen | Matchs en sélection de Hans Henriksen | Matchs en sélection de Hans Henriksen | Matchs en sélection de Hans Henriksen |
|                                       | Date                                  | Lieu                                  | Adversaire                            | Résultat                              | Compétition                           |                                       |
| ------------------------------------- | ------------------------------------- | ------------------------------------- | ------------------------------------- | ------------------------------------- | ------------------------------------- | ------------------------------------- |
| 1.                                    | 17 décembre 1984                      | Le Caire (Égypte)                     | Égypte                                | 1-0                                   | Match amical                          |                                       |
| 2.                                    | 29 décembre 1984                      | Ismaïlia (Égypte)                     | Égypte                                | 1-0                                   | Match amical                          |                                       |
| 3.                                    | 26 février 1985                       | Wrexham (Pays de Galles)              | Pays de Galles                        | 1-1                                   | Match amical                          |                                       |
| 4.                                    | 17 avril 1985                         | Francfort (RDA)                       | Allemagne de l'Est                    | 0-1                                   | Match amical                          |                                       |
| 5.                                    | 1er mai 1985                          | Dublin (Irlande)                      | République d'Irlande                  | 0-0                                   | Qualif. CM                            |                                       |
| 6.                                    | 22 mai 1985                           | Göteborg (Suède)                      | Suède                                 | 0-1                                   | Match amical                          |                                       |
| 7.                                    | 5 juin 1985                           | Bergen (Norvège)                      | Pays de Galles                        | 4-2                                   | Match amical                          |                                       |
| 8.                                    | 14 août 1985                          | Oslo (Norvège)                        | Allemagne de l'Est                    | 0-1                                   | Match amical                          |                                       |
| 9.                                    | 10 septembre 1985                     | Oslo (Norvège)                        | Égypte                                | 3-0                                   | Match amical                          |                                       |
| 10.                                   | 25 septembre 1985                     | Lecce (Italie)                        | Italie                                | 2-1                                   | Match amical                          |                                       |
| 11.                                   | 25 septembre 1985                     | Oslo (Norvège)                        | Danemark                              | 1-5                                   | Qualif. CM                            |                                       |
| 12.                                   | 30 octobre 1985                       | Moscou (U.R.S.S.)                     | Union soviétique                      | 0-1                                   | Qualif. CM                            |                                       |
| 13.                                   | 13 novembre 1985                      | Lucerne (Suisse)                      | Suisse                                | 1-1                                   | Qualif. CM                            |                                       |
| 14.                                   | 28 mai 1987                           | Oslo (Norvège)                        | Italie                                | 0-0                                   | Match amical                          |                                       |
| 15.                                   | 3 juin 1987                           | Oslo (Norvège)                        | Union soviétique                      | 0-1                                   | Qualif. CE                            |                                       |
| 16.                                   | 16 juin 1987                          | Oslo (Norvège)                        | France                                | 2-0                                   | Qualif. CE                            |                                       |
| 17.                                   | 12 août 1987                          | Oslo (Norvège)                        | Suède                                 | 0-0                                   | Match amical                          |                                       |
| 18.                                   | 9 septembre 1987                      | Reykjavik (Islande)                   | Islande                               | 1-2                                   | Qualif. CE                            |                                       |
| 19.                                   | 23 septembre 1987                     | Oslo (Norvège)                        | Islande                               | 0-1                                   | Qualif. CE                            |                                       |
| 20.                                   | 14 octobre 1987                       | Paris (France)                        | France                                | 1-1                                   | Qualif. CE                            |                                       |
| 21.                                   | 14 septembre 1989                     | Oslo (Norvège)                        | Écosse                                | 1-2                                   | Qualif. CM                            |                                       |
| 22.                                   | 28 septembre 1988                     | Paris (France)                        | France                                | 0-1                                   | Qualif. CM                            |                                       |

## Palmarès
ES Viry-Châtillon
- Champion de Division 4 groupe F : 1991